# Papiro 103

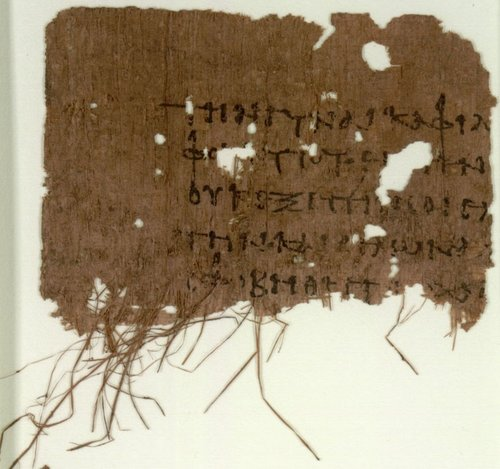
El ^{103} contiene Mateo 13:55-56; 14:3-5

El Papiro 103 (en la numeración Gregory-Aland), designado como {\displaystyle {\mathfrak {P}}}103, es una copia del Nuevo Testamento en griego. Es un manuscrito en papiro del Evangelio según Mateo.

## Descripción
El texto de Mateo que sobrevive son los versículos 13:55-56; 14:3-5, están en una condición fragmentada. El tamaño original de la hojas era aproximadamente de 11 a 16 centímetros. El texto está escrito en 20 líneas por página, da la impresión que un escriba profesional lo escribió. El texto tiene los nombres sagrados con abreviaturas. El manuscrito paleográficamente ha sido asignado a finales del siglo II o principios del siglo III.
Según Comfort, probablemente en conjunto con el Papiro 77 pertenecieron al mismo códice. El INTF los clasifica por separado.
Texto
El texto griego del códice es una representación del tipo textual alejandrino. Según Comfort es un texto proto-alejandrino.
En Mateo 13:55, el nombre del segundo hermano de Jesús se lee [...]ης de modo que Ἰωάννης (Juan) y Ἰωσῆς (José) sean posiblemente lecturas originales.
Ἰωάννης (Juan) א* D M U Γ 2 28 579 1424 Bizmss vgmss Orígenespt.
Ἰωσῆς (José) K L W Δ Π 0106 f13 22 565 1241 1582mg Bizmss itk,qc cosa,bomss Basilio de Cesarea (El Grande)
Ἰωσῆ (José) 118 157 700* 1071 sirh cobomss
Ἰωσὴφ (Joséf) א2 B C N Θ f1 33 700c 892 lat sirs,c,hmg mae-1 Códice Schøyen cobomss Orígenespt

## Historia
El manuscrito fue descubierto en Oxirrinco, en Egipto. Se registró en la lista con el número 4403. El texto fue publicado por J. David Thomas en 1997. El INTF lo ubicó en la lista de los manuscritos del Nuevo Testamento, en el grupo de los papiros, dándole el número 103.
El manuscrito está fechado por el INTF para el siglo II. Comfort lo fechó a finales del siglo II.
Se cita en las ediciones críticas del Nuevo Testamento (NA27).
Actualmente el manuscrito está guardado en la Biblioteca Sackler (Papyrology Rooms, P. Oxy. 4403) en Oxford.

## Lectura adicional
- J. David Thomas, The Oxyrhynchus Papyri LXIV (London: 1997), pp. 5-7.
- Comfort, Philip W.; David P. Barrett (2001). The Text of the Earliest New Testament Greek Manuscripts. Wheaton, Illinois: Tyndale House Publishers. pp. 641-644. ISBN 978-0-8423-5265-9.

### Imágenes
- P.Oxy.LXIV 4403 de Papyrology at Oxford's "POxy: Oxyrhynchus Online".
- {\displaystyle {\mathfrak {P}}}103 recto.
- {\displaystyle {\mathfrak {P}}}103 verso.

### Registración oficial
- "Continuation of the Manuscript List" Institute for New Testament Textual Research, Universidad de Münster. Accesado el 9 de abril de 2008.

| Predecesor: Papiro 102 | Papiro 103 | Sucesor: Papiro 104 |

- Datos: Q612840
- Multimedia: Papyrus 103 / Q612840